# Mistrzostwa Świata w Kajakarstwie Górskim 1971
12. Mistrzostwa świata w kajakarstwie górskim odbyły się w dniach 19–20 czerwca 1971 we włoskim Merano. Zawodnicy rywalizowali ze sobą w dziewięciu konkurencjach: pięciu indywidualnych i czterech drużynowych.

## Końcowa klasyfikacja medalowa
| Miejsce | Państwo        | Złoto | Srebro | Brąz | Razem |
| ------- | -------------- | ----- | ------ | ---- | ----- |
| 1       | NRD            | 6     | 4      | 2    | 12    |
| 2       | RFN            | 1     | 3      | 2    | 6     |
| 3       | Czechosłowacja | 1     | 2      | 5    | 8     |
| 4       | Austria        | 1     | 0      | 0    | 1     |

## Medaliści
| Konkurencja:           | Złoto:                                                                                                  | Srebro: | Brąz: |
| C-1 mężczyzn           | Wolfgang Kauder                                                                                         | Wulf Reinicke | Petr Sodomka |
| C-1 drużynowo mężczyzn | NRD · Jürgen Köhler · Wulf Reinicke · Jochen Förster                                                    | RFN · Wolfgang Peters · Harald Cuypers · Reinhold Kauder                                                              | Czechosłowacja · Zbyněk Puleč · Karel Třešňák · Petr Sodomka                                                           |
| C-2 mężczyzn           | NRD · Klaus Trummer · Jürgen Kretschmer                                                                 | NRD · Rolf-Dieter Amend · Walter Hofmann                                                                              | NRD · Uwe Franz · Ulrich Opelt                                                                                         |
| C-2 drużynowo mężczyzn | NRD · Rolf-Dieter Amend i Walter Hofmann · Klaus Trummer i Jürgen Kretschmer · Uwe Franz i Ulrich Opelt | RFN · Karl-Heinz Scheffer i Heinz-Jürgen Steinschulte · Manfred Heß i Wolfgang Wenzel · Hans Jakob Hitz i Theo Nüsing | Czechosłowacja · Ladislav Měšťan i Zdeněk Měšťan · Antonín Brabec i František Kadaňka · Milan Horyna i Václav Janoušek |
| K-1 mężczyzn           | Siegbert Horn                                                                                           | Christian Döring | Ulrich Peters |
| K-1 drużynowo mężczyzn | Austria · Kurt Presslmayr · Norbert Sattler · Hans Schlecht                                             | NRD · Jürgen Bremer · Siegbert Horn · Christian Döring                                                                | RFN · Jürgen Gerlach · Alfred Baum · Ulrich Peters                                                                     |
| C-2 konkurs mieszany   | Czechosłowacja · Hana Koudelová · Jiří Koudela                                                          | Czechosłowacja · Jitka Legatová · Milan Svoboda                                                                       | Czechosłowacja · Ludmilla Sirotková · Jiří Krejza                                                                      |
| K-1 kobiet             | Angelika Bahmann                                                                                        | Ludmila Polesná | Veronika Stampe |
| K-1 drużynowo kobiet   | NRD · Angelika Bahmann · Veronika Stampe · Dagmar Kriste                                                | RFN · Ursula Heinrich · Ulrike Deppe · Bärbel Körner                                                                  | Czechosłowacja · Bohumila Kapplová · Ludmila Polesná · Irena Komancová                                                 |